# 克洛斯给特 (肯塔基州)
克洛斯给特（英語：Crossgate），是美国肯塔基州傑佛遜縣的一座城市。面积约为0.3平方公里（0.1平方英里）。根据2010年美国人口普查，该市的人口为225人。